# Amazonepeira beno
Amazonepeira beno là một loài nhện trong họ Araneidae.
Loài này thuộc chi Amazonepeira. Amazonepeira beno được Herbert Walter Levi miêu tả năm 1994.